# Pézènes-les-Mines
Pézènes-les-Mines – miejscowość i gmina we Francji, w regionie Oksytania, w departamencie Hérault.
Według danych na rok 1990 gminę zamieszkiwało 207 osób, a gęstość zaludnienia wynosiła 8 osób/km² (wśród 1545 gmin Langwedocji-Roussillon Pézènes-les-Mines plasuje się na 703. miejscu pod względem liczby ludności, natomiast pod względem powierzchni na miejscu 260.).